# .44 Special
El .44 Special, o .44 S&W Special (Smith & Wesson), es un cartucho de revólver, introducido por la Smith & Wesson en 1907, como una versión modernizada del viejo .44 Russian del siglo XIX. Fue bastante popular durante la primera mitad del siglo XX, aunque después se volvió minoritario.
Los modernos revólveres que usan el .44 Magnum pueden usar cartuchos .44 Special sin problemas. Esto es muy útil sobre todo en revólveres de cañón corto por el tremendo retroceso del .44 Magnum. Sin embargo no es posible hacerlo al revés, con cartuchos Magnum en un revólver .44 Special.
El .44 Special tiene unas prestaciones balísticas cercanas al .45 ACP, con un buen poder de detención. Con una bala de 240 granos desarrolla una velocidad inicial de 250 m/s y una energía de 470 Julios.